# Вудли, Дэвид
Дэвид Юджин Вудли (англ. David Eugene Woodley, 25 октября 1958, Шривпорт, Луизиана — 4 мая 2003, там же) — профессиональный американский футболист, квотербек. Выступал в НФЛ с 1980 по 1986 год за «Майами Долфинс» и «Питтсбург Стилерз». Участник Супербоула XVII.

## Биография

### Ранние годы и начало карьеры
Дэвид Вудли родился в Шривпорте 25 октября 1958 года. Во время учёбы в старшей школе имени Клифтона Бэрда он был одним из лучших квотербеков города, в последний год обучения являлся капитаном команды. В 1975 году Вудли окончил школу и поступил в Университет штата Луизиана.
В начале первого курса Дэвид перенёс операцию по удалению аппендицита, из-за чего пропустил большую часть сезона, сыграв только в последней игре против «Юты». В сезоне 1977 года он конкурировал за место в составе со Стивом Энсмингером. В чемпионате Вудли набрал пасом 212 ярдов и сделал три тачдауна, в том числе самый крупный розыгрыш команды в сезоне — 67-ярдовый пасовый тачдаун на Карлоса Карсона. Ещё три тачдауна Дэвид занёс сам. Он также сыграл за команду в Сан Боуле.
Весной 1978 года Энсмингер перенёс операцию и Дэвид занял место основного квотербека команды. За сезон он провёл двенадцать игр, выведя команду в Либерти Боул, завершившийся поражением «Тайгерс» от «Миссури» со счётом 15:20. Годом позже дуэт Вудли и Энсмингера стал одним из лучших в истории футбольной программы университета. Команда по итогам чемпионата вышла в Танжерин Боул, в котором обыграла «Уэйк Форест» со счётом 34:10. Дэвид был признан лучшим игроком нападения в этом матче, набрав 273 ярда пасом, 68 на выносе и сделав три тачдауна.

#### Статистика выступлений в чемпионате NCAA
| Сезон | Команда     | Игры | Пас | Пас | Пас  | Пас   | Пас | Пас | Пас | Пас   | Вынос | Вынос | Вынос | Вынос |
| Сезон | Команда     | Игры | Cmp | Att | Pct  | Yds   | Y/A | TD  | Int | Rtg   | Att   | Yds   | Avg   | TD    |
| ----- | ----------- | ---- | --- | --- | ---- | ----- | --- | --- | --- | ----- | ----- | ----- | ----- | ----- |
| 1976  | ЛСЮ Тайгерс | 1    | 0   | 2   | 0,0  | 0     | 0,0 | 0   | 0   | 0,0   | 3     | 4     | 1,3   | 0     |
| 1977  | ЛСЮ Тайгерс | 11   | 12  | 36  | 33,3 | 212   | 5,9 | 3   | 2   | 99,2  | 47    | 279   | 5,9   | 3     |
| 1978  | ЛСЮ Тайгерс | 11   | 79  | 154 | 51,9 | 995   | 6,5 | 3   | 7   | 102,9 | 97    | 398   | 4,1   | 5     |
| 1979  | ЛСЮ Тайгерс | 11   | 55  | 118 | 46,6 | 874   | 7,4 | 2   | 6   | 104,3 | 81    | 152   | 1,9   | 7     |
| Всего | Всего       | 34   | 146 | 310 | 47,1 | 2 081 | 6,7 | 8   | 15  | 103,0 | 228   | 833   | 3,6   | 15    |

### Профессиональная карьера
На драфте НФЛ 1980 года Вудли был выбран клубом «Майами Долфинс» в восьмом раунде. В пятом матче сезона травму плеча получил ветеран Боб Гриси и тренер команды Дон Шула неожиданно доверил место стартового квотербека новичку. Шула подстроил игру команды под Вудли, хорошо играющего на выносе, а также начал сам назначать розыгрыши, стараясь снять давление с дебютанта. До этого в «Долфинс» квотербеки сами решали какую комбинацию будет играть нападение. В первом сезоне в лиге Вудли сыграл в одиннадцати матчах и по итогам чемпионата был признан Самым ценным игроком команды. В 1982 году Дэвид вывел команду в Супербоул XVII. Всего с 1980 по 1983 год он сыграл за Майами в сорока матчах. По ходу игр Вудли часто уступал место на поле Дону Строку, лучше игравшему в пас. Задействование дуэта квотербеков было необычным для НФЛ в тот период. В 1983 году «Долфинс» выбрали на драфте Дэна Марино, который занял место в основном составе после пятой игры сезона. В феврале 1984 года Дэвида обменяли в «Питтсбург Стилерз».
Дэвид заключил с «Питтсбургом» трёхлетний контракт на сумму около 2 млн долларов, крупнейший на тот момент в истории клуба. Отчасти это было связано с травмой локтя и операцией Терри Брэдшоу, восстановление которого вызывало у руководства «Стилерз» сомнения. В новой команде Вудли себя проявить не сумел. В первых семи играх сезона 1984 года он в среднем набирал 182 пасовых ярда, а на восемь тачдаунов пришлось семь перехватов. В середине чемпионата он уступил место в основном составе клуба Марку Мэлоуну. В 1985 году Дэвид сыграл в девяти матчах команды, после чего объявил о завершении игровой карьеры. В 1987 году он предпринял попытку вернуться в лигу и принял участие в тренировочном лагере «Грин-Бей Пэкерс», но пробиться в состав не сумел.

#### Статистика выступлений в НФЛ

##### Регулярный чемпионат
| Сезон | Команда           | Игры | Пас | Пас   | Пас  | Пас   | Пас | Пас | Пас | Пас  | Вынос | Вынос | Вынос | Вынос |
| Сезон | Команда           | Игры | Cmp | Att   | Pct  | Yds   | Y/A | TD  | Int | Rtg  | Att   | Yds   | Avg   | TD    |
| ----- | ----------------- | ---- | --- | ----- | ---- | ----- | --- | --- | --- | ---- | ----- | ----- | ----- | ----- |
| 1980  | Майами Долфинс    | 13   | 176 | 327   | 53,8 | 1 850 | 5,7 | 14  | 17  | 63,1 | 55    | 214   | 3,9   | 3     |
| 1981  | Майами Долфинс    | 15   | 191 | 366   | 52,2 | 2 470 | 6,7 | 12  | 13  | 69,8 | 63    | 272   | 4,3   | 4     |
| 1982  | Майами Долфинс    | 9    | 98  | 179   | 54,7 | 1 080 | 6,0 | 5   | 8   | 63,5 | 36    | 207   | 5,8   | 2     |
| 1983  | Майами Долфинс    | 5    | 43  | 89    | 48,3 | 528   | 5,9 | 3   | 4   | 59,6 | 19    | 78    | 4,1   | 0     |
| 1984  | Питтсбург Стилерз | 7    | 85  | 156   | 54,5 | 1 273 | 8,2 | 8   | 7   | 79,9 | 11    | 14    | 1,3   | 0     |
| 1985  | Питтсбург Стилерз | 9    | 94  | 183   | 51,4 | 1 357 | 7,4 | 6   | 14  | 54,8 | 17    | 71    | 4,2   | 2     |
| Всего | Всего             | 58   | 687 | 1 300 | 52,8 | 8 558 | 6,6 | 48  | 63  | 65,7 | 201   | 856   | 4,3   | 11    |

##### Плей-офф
| Сезон | Команда        | Игры | Пас | Пас | Пас  | Пас | Пас | Пас | Пас | Пас  | Вынос | Вынос | Вынос | Вынос |
| Сезон | Команда        | Игры | Cmp | Att | Pct  | Yds | Y/A | TD  | Int | Rtg  | Att   | Yds   | Avg   | TD    |
| ----- | -------------- | ---- | --- | --- | ---- | --- | --- | --- | --- | ---- | ----- | ----- | ----- | ----- |
| 1981  | Майами Долфинс | 1    | 2   | 5   | 40,0 | 20  | 4,0 | 0   | 1   | 12,5 | 1     | 10    | 10,0  | 0     |
| 1982  | Майами Долфинс | 4    | 46  | 76  | 60,5 | 625 | 8,2 | 5   | 5   | 81,3 | 16    | 92    | 5,8   | 1     |
| Всего | Всего          | 5    | 48  | 81  | 59,3 | 645 | 8,0 | 5   | 6   | 74,4 | 17    | 102   | 6,0   | 1     |

### После завершения карьеры
Закончив выступления, Дэвид переехал во Флориду. Он пытался заняться бизнесом, но инвестиции были неудачными. В 1990 году Вудли развёлся с женой и вернулся в Шривпорт, где устроился на работу в Департамент жилищного строительства. Он также работал в спортивном департаменте Университета штата Луизиана и комментировал матчи школьных футбольных команд. В марте 1992 года Дэвид перенёс операцию по пересадке печени из-за цирроза.
Дэвид Вудли умер 4 мая 2003 года в госпитале Шривпорта от печёночной недостаточности.  